# Palazzo Borromeo d'Adda
Palazzo Borromeo D'Adda, è un palazzo settecentesco di Milano. Storicamente appartenuto al sestiere di Porta Nuova, si trova in via Manzoni n. 39/41.

## Storia e descrizione

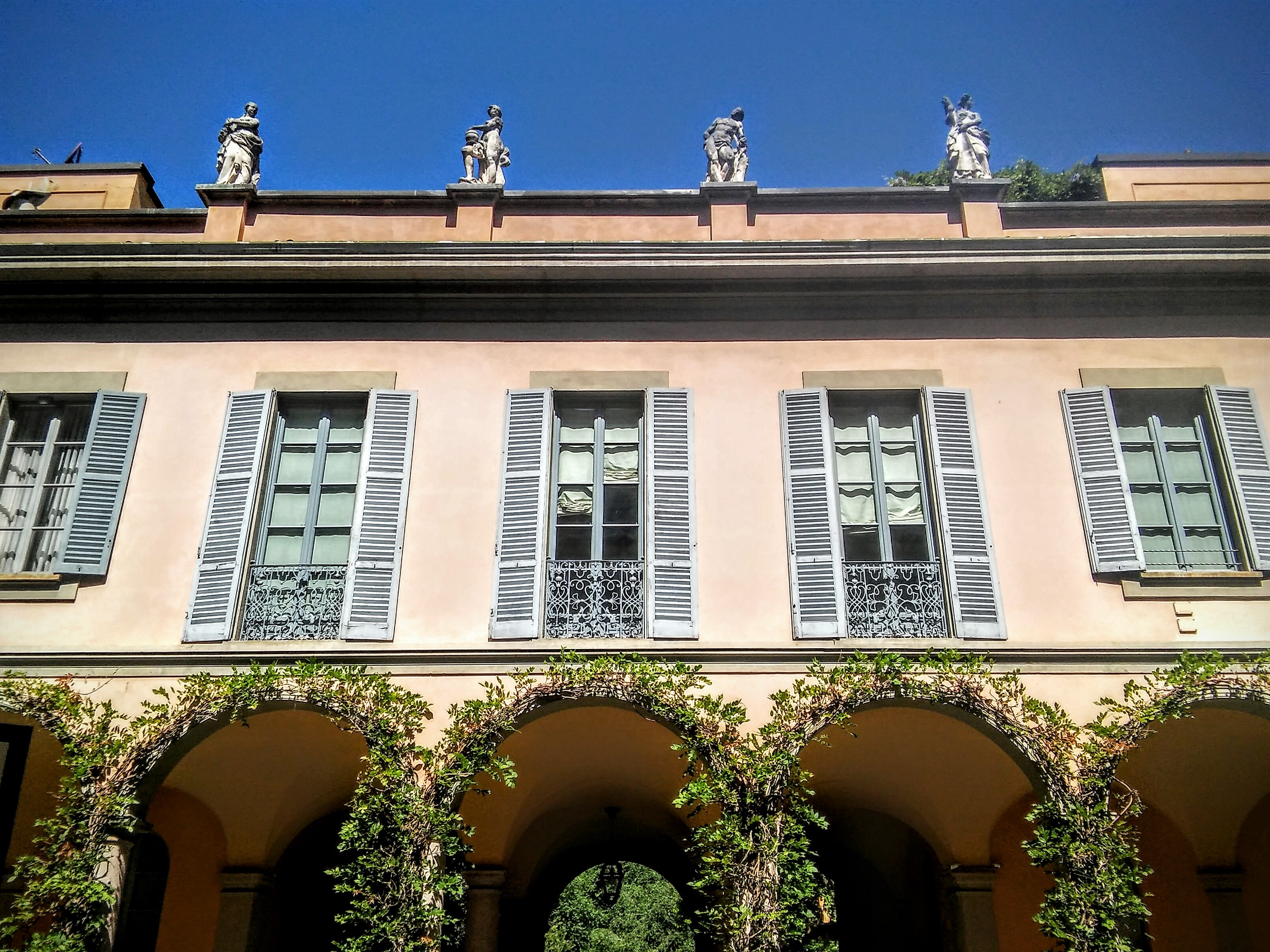
Cortile di palazzo Borromeo D'Adda

Il palazzo già esistente nel XVIII secolo fu ricostruito in forme neoclassiche a partire dal 1820 su commissione del marchese Febo d'Adda, noto mecenate dei tempi, il quale affidò il progetto a Girolamo Arganini. L'architetto scelse un aspetto tardo-neoclassico per la facciata e la impostò su tre portali, di cui quello maggiore centrale è decorato da doppie colonne in stile ionico in granito rosa, che reggono il balcone del piano nobile.
Le venticinque finestre del piano nobile sono decorate con timpani alternativamente a forma triangolare e curvilinea; il palazzo si conclude in verticale con un cornicione con mensole, sovrastato da un attico al cui centro vi è lo stemma di famiglia. L'interno del palazzo presenta due cortili, di cui uno sistemato a giardino; infine degno di nota è lo scalone monumentale scandito da volta a botte e lesene ioniche architravate.
Il palazzo viene accuratamente descritto nelle sue cronache da Stendhal, che ne rimase affascinato ed ebbe il primo "colpo di fulmine" con l'architettura:"Entrai in una corte magnifica. Scesi da cavallo molto meravigliato e ammirando tutto. Salì per una scalinata superba [...]. Ero affascinato, era la prima volta che l'architettura mi faceva questo effetto".